# Вілсонія (Каліфорнія)
Вілсонія (англ. Wilsonia) — переписна місцевість (CDP) в США, в окрузі Туларе штату Каліфорнія. Населення — 14 осіб (2020).

## Географія
Вілсонія розташована за координатами 36°44′5″ пн. ш. 118°57′21″ зх. д. / 36.73472° пн. ш. 118.95583° зх. д. (36.734598, -118.955847).  За даними Бюро перепису населення США в 2010 році переписна місцевість мала площу 0,71 км², уся площа — суходіл.

## Демографія
Згідно з переписом 2010 року, у переписній місцевості мешкало 5 осіб у 3 домогосподарствах у складі 2 родин. Густота населення становила 7 осіб/км².  Було 209 помешкань (296/км²).
Расовий склад населення:
| - 100,0 % — білих |

До двох чи більше рас належало 0,0 %. Частка іспаномовних становила 0,0 % від усіх жителів.
За віковим діапазоном населення розподілялося таким чином: 0,0 % — особи молодші 18 років, 100,0 % — особи у віці 18—64 років, 0,0 % — особи у віці 65 років та старші. Медіана віку мешканця становила 56,5 року. На 100 осіб жіночої статі у переписній місцевості припадало 66,7 чоловіків;  на 100 жінок у віці від 18 років та старших — 66,7 чоловіків також старших 18 років.
Цивільне працевлаштоване населення становило 0 осіб. 